# Kalkar

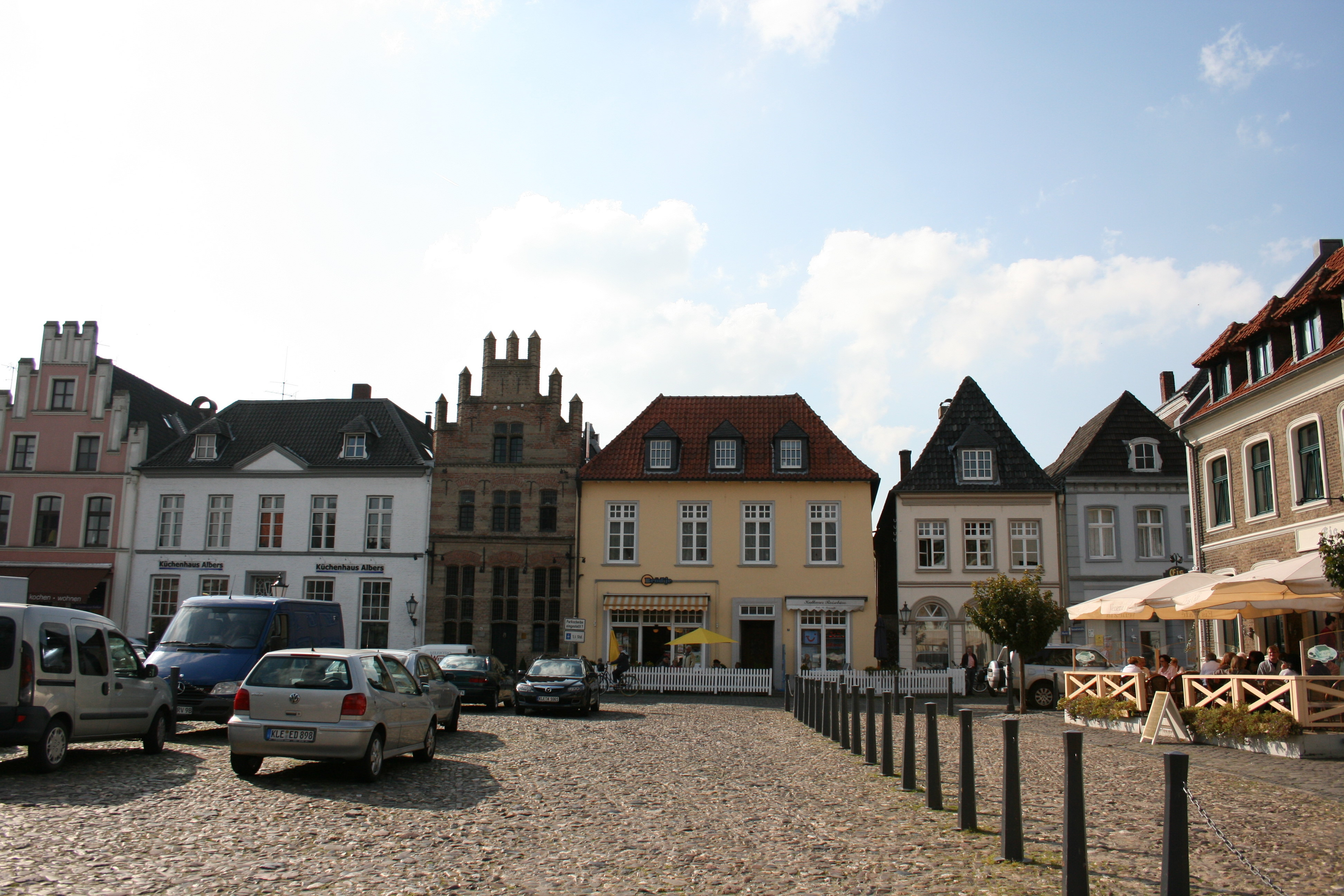
Rynek

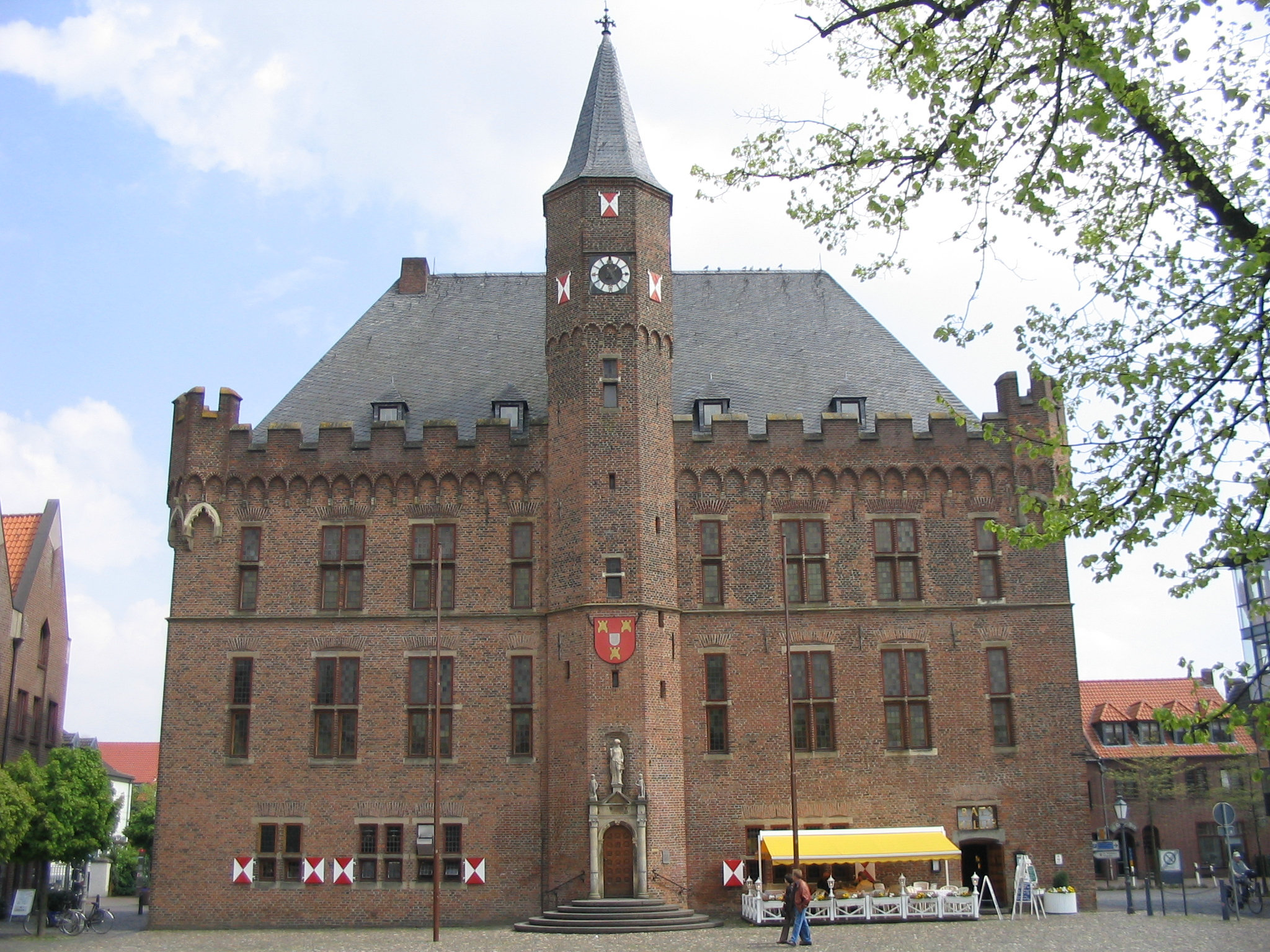
Ratusz

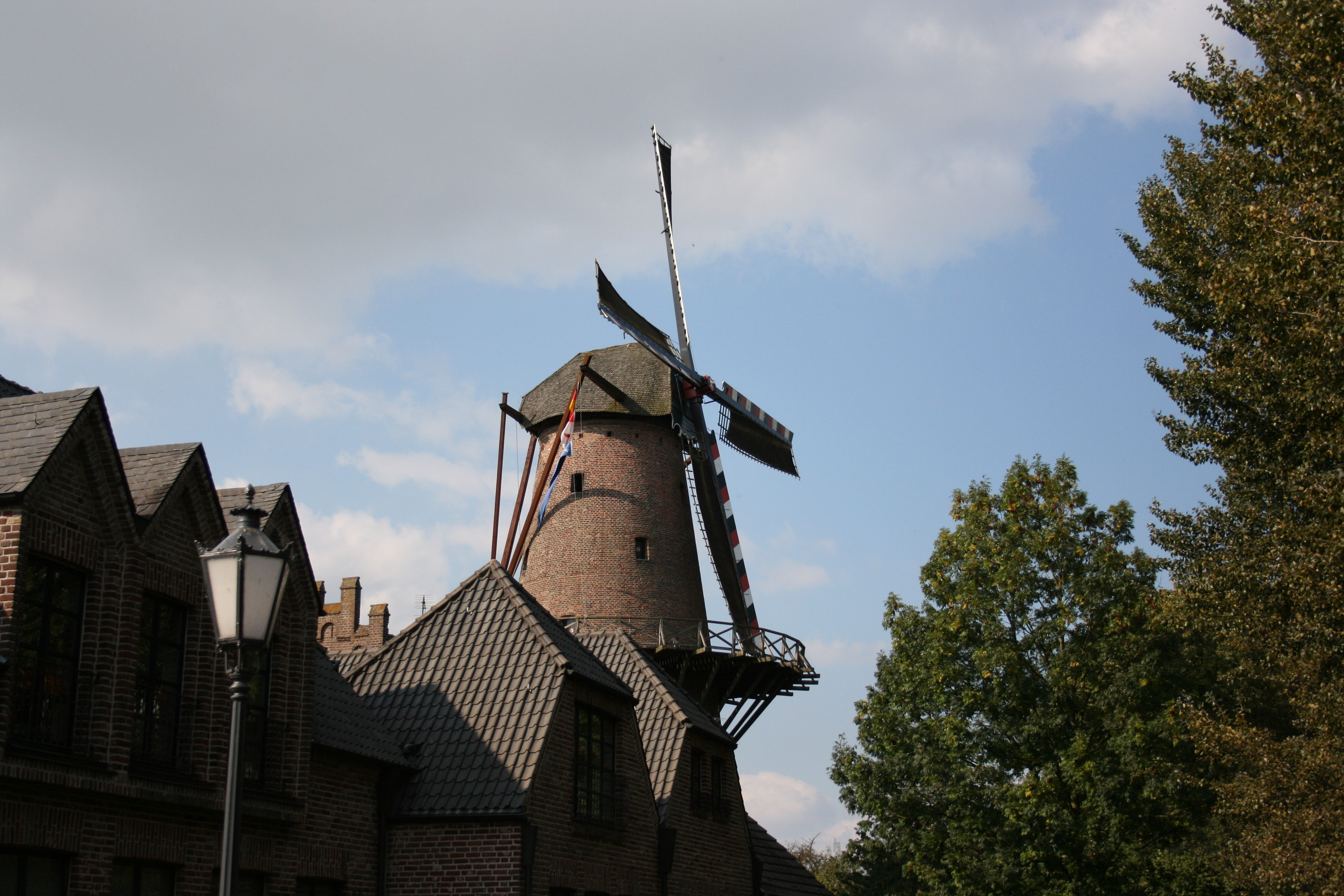
Wiatrak

Kalkar (do 9 czerwca 1936 Calcar) – miasto w Niemczech, w kraju związkowym Nadrenia Północna-Westfalia, w rejencji Düsseldorf, w powiecie Kleve. Według danych na rok 2010 miasto liczyło 13 829 mieszkańców.
W mieście znajduje się jeden z większych parków rozrywki – Wunderland Kalkar.

## Historia
Miasto założone zostało 20 października 1230 roku przez hrabiego Kleve Dytryka IV. Już w 1242 roku ustalono plan miasta i nadano mu prawa miejskie. Kalkar znajdowało się na przecięciu szlaków prowadzących w głąb Holandii, dlatego jego rozwój nastąpił dosyć szybko. Mieszkańcy żyli z hodowli owiec i tkania wełny, a główny dochód stanowiły piwiarnie. Swój rozwój miasto przeżywało w XV wieku. Wówczas mieszkało w nim około 4000 ludzi w ponad 500 domach. Do dziś po owym okresie rozkwitu zachował się szyk miasta, uznany za międzynarodowy zabytek kultury.

### Kalendarium
- 1230 – założenie miasta Kalkar przez hrabiego z Kleve
- 1242 – nadanie praw miejskich
- XV-XVI wiek – rozkwit gospodarczy i turystyczny
- 1400 – budowa domu in gen Leew, dzisiejsze archiwum
- 1430 – założenie klasztoru św. Urszuli
- 1438 – rozpoczęcie budowy małego dziedzińca Sesylii (Cäcillia)
- 1446 – ukończenie budowy ratusza przez Wyrenberga
- 1446 – ukończenie dzisiejszej Baszty Gołębiej jako więzienia
- 1450 – konsekracja trójnawowego kościoła św. Mikołaja (St. Nicolai)
- 1455 – wybudowanie klasztoru Dominikanów
- 1500 – wybudowanie domu Stockfisch – dzisiejszego muzeum
- 1502 – otwarcie 42. publicznej piwiarni w mieście
- 1540 – Kalkar zostało miastem podczłonkowskim Hanzy
- 1543 – budowa bastionów
- 1599 – śmierć ponad 1500 osób w czasie epidemii dżumy
- 1635 – ograbienie miasta przez Chorwatów
- 1643 – budowa umocnień miasta
- 1697 – konsekracja ewangelickiego – zreformowanego kościoła
- 1794 – wjazd wojsk rewolucji francuskiej
- 1816 – wejście Kalkar w skład pruskiego powiatu Kleve
- 1935 – poszerzenie Kalkar
- 1938 – zniszczenie synagogi
- 1945 – częściowe zniszczenie miasta
- 1945 – przekazanie miasta wojskom angielskim
- 1969 – nowy komunalny podział miasta
- 1973 – rozpoczęcie budowy elektrowni atomowej
- 1991 – podjęcie decyzji o nieuruchamianiu elektrowni jądrowej, która była już prawie ukończona.
- 1995 – sprzedaż elektrowni jądrowej, budowa parku rozrywki Kernie’s Familienpark
- 1996 – odrestaurowanie starego młyna miejskiego i piwiarni
- 2000 – po trzyletniej renowacji otwarto kościół św. Mikołaja (St. Nicolai)
- 2005 – 775 lat miasta

## Zabytki
- Ratusz – jest jedną z najbardziej imponujących budowli świeckich z późnego średniowiecza. Przed ratuszem rośnie lipa sądowa z 1545 roku
- Muzeum miejskie – stary dom handlowy z 1500 roku. Wnętrze zachowało swoje oryginalne zagospodarowanie przestrzenne razem z hangkamer – balkonem wewnątrz domu, Binnekamer – pomieszczeniem bez okien, Halle – dużą salą. Do zebranej kolekcji należą obrazy i rzeźby artystów XIX i XX wieku takich jak Heinrich Nauen, Franz Radziwill, Max Clarenbach, Johann Peter Theodor Janssen, Hermann Teuber, Alfred Sabisch
- Kościół św. Mikołaja (St. Nicolai) – przykład eklektyzmu: gotyku, późnego gotyku, baroku, secesji. Trójnawowy kościół z siedemdziesięciometrową wieżą, gotyckie rzeźby i obrazy Jana Joesta, jednym z dziewięciu dębowych ołtarzy dłuta Douvermanna, należy do największych miejsc sztuki w Nadrenii
- młyn – ośmiopoziomowy przy bramie Hanselaer Tor zbudowany w 1770 roku, a w roku 1996 całkowicie odrestaurowany,